# لاين كوك
لاين كوك (بالإنجليزية: Iain Cook)‏ هو منتج أسطوانات وملحن وعازف قيثارة بريطاني، ولد في 2 نوفمبر 1974.

## وصلات خارجية
- الموقع الرسمي
- لاين كوك على موقع IMDb (الإنجليزية)
- لاين كوك على موقع ميوزك برينز (الإنجليزية)
- لاين كوك على موقع أول ميوزيك (الإنجليزية)
- لاين كوك على موقع ديسكوغز (الإنجليزية)